# 千徳政武
千徳 政武（せんとく まさたけ）は、戦国時代の武将。

## 事績
田舎館城主・千徳氏最後の当主である。高潔な人柄で家来や領民の尊敬を集めた。
天正13年（1585年）、津軽統一を推し進める大浦為信（津軽為信）は、政武の友人である清藤長兵衛を使者に降伏を勧告した。長兵衛は猿賀村の人であり、清藤家は北条時頼家臣・清藤盛秀に始まる名家で、子孫の清藤盛美が名勝・盛美園を建築している。しかし、政武は降伏を拒否したため、為信は同年5月15日（6月12日）、田舎館城近くの諏訪堂館に本陣を構え、20日（17日）、3000の兵で攻城し、政武以下312名の城兵は討ち死し、田舎館は落城した。遺児の武丸が鬼沢村の棟方左衛門の養子となり、後に津軽氏に仕え、大正の頃で11代を数えた。
妻の於市は、慶長6年3月10日（1601年4月12日）に清水森で津軽統一の際の戦死者の大法要を行った際に侍女と共に自害している。その際に於市は「なき魂よ哀れと思へ添いせし三年の夢の覚めもやらぬに」「その年のその日にやがて伴いて行く心を知るや知らずや」、侍女は「伴いて我も行きなん待てしばし死出の山路の道しるべせん」と詠んでいる。昭和5年（1930年）に弁天堂の掃除の際に戒名が書かれた張り紙が発見され、田舎館城址付近に夫婦の戒名碑が建てられた。 